# Oatlands, Tasmanien
Oatlands är en ort i Australien. Den ligger i kommunen Southern Midlands och delstaten Tasmanien, i den sydöstra delen av landet, omkring 64 kilometer norr om delstatshuvudstaden Hobart. Den ligger vid sjön Lake Dulverton.
Runt Oatlands är det mycket glesbefolkat, med 2 invånare per kvadratkilometer.. Oatlands är det största samhället i trakten. 
Trakten runt Oatlands består i huvudsak av gräsmarker. Genomsnittlig årsnederbörd är 663 millimeter. Den regnigaste månaden är november, med i genomsnitt 80 mm nederbörd, och den torraste är februari, med 38 mm nederbörd.